# East West Bank Classic 2006
L'East West Bank Classic 2006 è stato un torneo di tennis giocato sul cemento.
È stata la 33ª edizione del East West Bank Classic che fa parte della categoria Tier II nell'ambito del WTA Tour 2006.
Si è giocato al Home Depot Center di Carson, vicino a Los Angeles negli Stati Uniti, dal 7 al 13 agosto 2006.

## Campionesse

### Singolare
Elena Dement'eva ha battuto in finale  Jelena Janković con il punteggio di 6–3, 4–6, 6–4

### Doppio
Virginia Ruano Pascual /  Paola Suárez hanno battuto in finale  Daniela Hantuchová /  Ai Sugiyama con il punteggio di 6–3, 6–4